# Rhabdodontomorpha
Rhabdodontomorpha je klad (přirozená vývojová skupina) většinou menších býložravých ptakopánvých dinosaurů, žijících v období rané až pozdní křídy (před 125 až 66 miliony let) na území současné Severní Ameriky, Evropy (například dnešní Španělsko, Francie, Rumunsko a Rakousko) a Gondwany (Austrálie).

## Popis
Tito menší až velcí (Muttaburrasaurus) ornitopodi byli poněkud podobní hypsilofodontidům, vývojově však mají blízko k první evoluční radiaci kladu Iguanodontia. Tento klad se evolučně oddělil od dalších zástupců iguanodontů někdy v průběhu střední jury (asi před 175 až 160 miliony let).

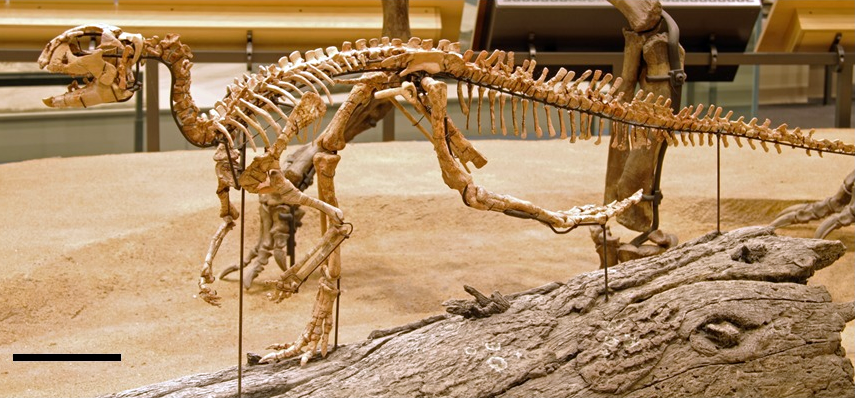
Kostra druhu Convolosaurus marri v Perotově muzeu.

Vývojově nejvyspělejší skupinou spadající do tohoto kladu je čeleď Rhabdodontidae, do níž dnes řadíme celkem šest rodů a devět druhů dinosaurů: Matheronodon, Rhabdodon, Zalmoxes, Pareisactus, Transylvanosaurus a Mochlodon. Čeleď poprvé oficiálně stanovil britský paleontolog David B. Weishampel v roce 2003.
Klad Rhabdodontomorpha je patrně monofyletický a vývojově pokročilejší než taxon Tenontosaurus. Podle novější fylogenetické analýzy z roku 2024 však mezi rabdodontomorfy patří také všichni zástupci čeledi Tenontosauridae, zejména pak severoamerické rody Convolosaurus, Iani a Tenontosaurus.
Do této skupiny náleží také nejstarší a vývojově nejprimitivnější zástupce, kterým je jihoamerický taxon Emiliasaura alessandrii, popsaný roku 2024.